# Miłkowice (Neder-Silezië)
Miłkowice (Duits: Arnsdorf) is een dorp in het Poolse woiwodschap Neder-Silezië, in het district Legnicki. De plaats maakt deel uit van de gemeente Miłkowice en telt 2000 inwoners.